# 環袖蝶

Dryadula phaetusa

環袖蝶是蝴蝶的一個物種，是環袖蝶屬中唯一的一個種。其棲地由巴西至墨西哥中部，且在夏天中，少部份會在堪薩斯州出現。翅長為86-89公釐，雄蝶的翅膀顏色為亮橘色，帶上黑色的條紋，而雌蝶翅膀顏色則為較淡的橘色，黑色條紋較為模糊。主要食用花密和鳥糞，而其幼蟲則以百香果的藤蔓為食，通常出現在低海拔的熱帶平原和村莊裡。環袖蝶不受鳥類的喜愛，這屬於一種貝氏擬態。(Pinheiro 1996)

## 外部連結
- Minnesota Zoo's Butterfly Garden （页面存档备份，存于） - features the Dryadula phaetusa butterfly.